# Bildnis des Gaspar de Guzmán, Herzog von Olivares
Das Bildnis des Gaspar de Guzmán, Herzog von Olivares ist ein Gemälde von Diego Velázquez aus dem Jahr 1624.
Dargestellt ist Gaspar de Guzmán Herzog von Olivares, Premierminister und Günstling (valido) des spanischen Königs Philipp IV., im Alter von 37 Jahren. Das Bild gehört seit 1947 dem Museu de Arte in São Paulo.
Ein weiteres Bildnis des Herzogs im gleichen Alter, das Velázquez zugeschrieben wird, befindet sich im Besitz der Hispanic Society of America in New York.

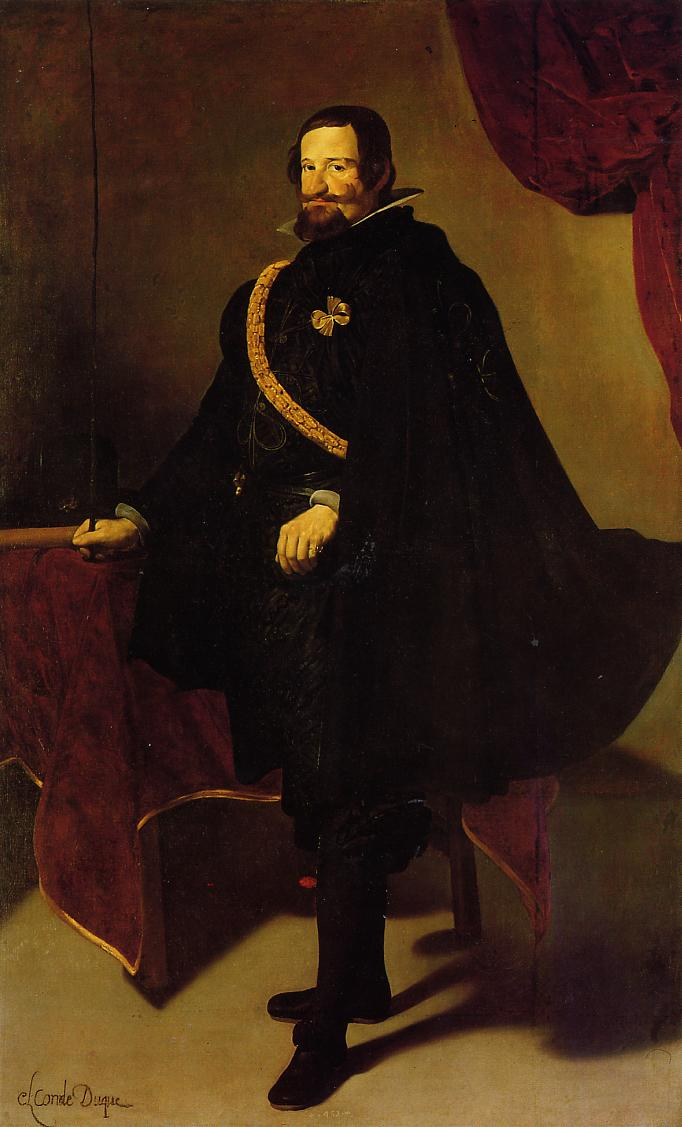
Gaspar de Guzmán, Herzog von Olivares,
um 1625;
Öl auf Ln, 216 × 129,5 cm; Hispanic Society of America, New York

## Historischer Hintergrund
1621 hatte Philipp IV. im Alter von 17 Jahren den spanischen Thron bestiegen. Im gleichen Jahr ernannte er seinen ehemaligen Prinzenerzieher und Vertrauten Gaspar de Guzmán Herzog von Olivares zum Premierminister. Olivares bekleidete dieses Amt, bis er 1643 in Ungnade fiel.
1622 kam der damals 23-jährige Velázquez aus Sevilla nach Madrid, um im Umkreis des königlichen Hofs als Maler Fuß zu fassen. Im Frühjahr 1623 malte er im Auftrag von Olivares, der ihn möglicherweise bei einem Aufenthalt in Sevilla kennengelernt hatte, ein Porträt des jungen Königs, das am Hof wohlwollend aufgenommen wurde. Am 6. Oktober 1623 wurde Velázquez zum Hofmaler des Königs ernannt und erhielt ein Gehalt von 20 Dukaten im Monat. 1624 entstand das Porträt des Herzogs entweder im Auftrag von Antonia de Ipanierreta († 1634), einer Hofdame und späteren Betreuerin des Thronfolgers Balthasar Carlos oder im Auftrag ihrer Familie, die die Kosten für das Bild übernommen hat.

## Geschichte
Das Bild befand sich laut Inventar von 1668 im Besitz der Familie Corral-Ipanierreta und wurde bis ins 19. Jahrhundert in der Familie weitervererbt. 1906 kaufte es José Antonio Azlor de Aragon, Duque de Luna (1873–1964). Nach mehreren Besitzerwechseln gelangte das Bild in die Sammlung von Weetman Dickinson Pearson (1856–1927), erster Viscount Cowdray, und wurde 1947 durch dessen Erben Lord Cowdray zu Sotheby’s in die Versteigerung gegeben. Am 11. Juni 1947 wurde das Bild von dem neugegründeten Museo de Arte in Sao Paulo erworben. Das Bild ist ein Glanzstück der brasilianischen Sammlung, die ab 1947 von dem ehemaligen europäischen Galeristen Pietro Maria Bardi (1909–1999) mit massiver finanzieller und ideeller Unterstützung des brasilianischen Medienmoguls Assis Chateaubriand (1892–1968) aufgebaut wurde.
Über den Auftraggeber des New Yorker Bildes, das im Laufe seiner Geschichte unter Restaurierungen gelitten und das mehrere Ab- und Zuschreibungen durch die Kunstgeschichtsschreibung erfahren hat, ist nichts bekannt. Das Bild tauchte erstmals Anfang des 19. Jahrhunderts in einer Madrider Sammlung auf, die 1827 aufgelöst wurde, und gelangte dann nach England, wo es mehrmals den Besitzer wechselte. 1909 erwarb die amerikanische Kunstsammlerin Arabella Huntington das Gemälde. Sie gab das Bild 1910 als Geschenk an die von ihrem Sohn Archer Milton Huntington gegründete Hispanic Society of America in New York.

## Beschreibung
Velázquez stellt den Herzog als Ganzfigur vor einem diffus-grauen, architektonisch unbestimmten Hintergrund dar. Der Herzog trägt seine schwarze Amtsrobe mit den Zeichen seiner Hofämter. Der überdimensionierte goldene Schlüssel ist Zeichen seines Amtes als Sumiller de Corps, eine Art Majordomus, die beiden goldenen Sporen am Gürtel Zeichen seines Amtes als königlicher Reitmeister. Diagonal über seine Brust verläuft die goldene Ordenskette des Calatravaordens. Das zugehörige rote Ordenskreuz auf seiner linken Brust wird von dem schweren Mantel, den er über seine Schulter geworfen hat, halb verdeckt. Die linke Hand umfasst den Knauf (pommeau) seines Degens.
Mit der linken Hand stützt er sich auf die Ecke eines Tischs, der mit einer schweren roten, mit Gold gesäumten Samtdecke, die fast bis zum Boden reicht, bedeckt ist. Ganz am linken Bildrand ist auf dem Tisch ein Teil seines Helms zu erkennen.
Im Vergleich zu der massigen Erscheinung des Herzogs, dessen breiter Oberkörper zusätzlich durch die Schulterpolster des Wams' und die Fülle des Mantels betont wird, wirkt der schmale Kopf über dem schlichten hellgrauen Stehkragen (span. Gollila), unverhältnismäßig klein.
Das New Yorker Bild unterscheidet sich in mehreren Punkten von dem Bild in São Paulo. Der Herzog ist auch hier in eine schwarze Robe gekleidet, er ist ebenfalls barhäuptig, steht nicht neben, sondern vor dem Tisch mit der Samtdecke, auf den er seine rechte Hand stützt. In der Hand hält er hier eine lange Reitgerte als Insigne seines Amtes als königlicher Reitmeister, das ihm jederzeit Zugang zum König verschaffte.
Der Raum bleibt ebenfalls architektonisch unbestimmt, allerdings wird er durch einen roten Ehrenvorhang am rechten oberen Bildrand nobilitiert.
Er trägt den Mantel mit dem grünen Kreuz des Alcantaraordens, der ihm 1624 verliehen worden ist, und der über dem Degen, dessen Griff Olivares mit fester Hand umfasst, weit bis zum äußeren Bildrand ausschwingt. Die Ordensschärpe wird über seinem Herzen mit einer goldfarbenen Schleife zusammengehalten. Außerdem trägt er eine schwere Goldkette über der Brust.
Wesentlich verändert ist die Körperhaltung des Herzogs. Er wirkt gedrungener, der Kopf sitzt auf einem kurzen Hals, der Schädel ist nicht mehr oval und langgezogen, sondern eckig, was der in Quadratform gestutzte Bart zusätzlich betont. Er steht nicht mehr breitbeinig fast frontal zum Betrachter, sondern er hat eine Drehung aus der Mittelachse nach rechts vollzogen und schaut den Betrachter mit scharfem Blick über die vorgeschobene linke Schulter an. Im Grunde nimmt er spiegelbildlich die gleiche Pose ein wie König Philipp auf dem 1628 vollendeten Porträt, das heute im Prado aufbewahrt wird.
Schon Carl Justi hat sich die Frage gestellt, ob das Bild des Ministers als ein Gegenstück für das Königsporträt gemalt wurde, das über eine oberflächliche Ähnlichkeit in der Bildanlage hinausgeht. Wie Ekkehard Mai in einem Essay ausführt, habe erst in der Neuzeit die Ausbildung einer systematisch organisierten Regierung und Verwaltung in einem regulierten Staatswesen zu einer Nachrangigkeit des Dienens am Hof geführt. Gleichzeitig habe die Ausbildung einer hierarchisch gegliederten Dienstbarkeit zu einem Anspruch auf persönliche Macht und deren bildlicher Darstellung geführt.
Nach Warnke zeigt sich darin, dass Velázquez König und Minister „zusammensieht“, dass die „Institution des Privado“ (= Vertrauter des Königs) in Spanien fest etabliert war und sich die Leitung des Staates als eine personelle Doppelspitze darstellte. Anders formuliert hat es Diego de Saavedra Fajardo (1584–1648) in seinem 1640 erschienenen Buch Empresas Politicas: „Die Minister sind die Abbilder der Majestät“.